# Systoechus aurifacies
Systoechus aurifacies är en tvåvingeart som beskrevs av David John Greathead 1958.
Systoechus aurifacies ingår i släktet Systoechus och familjen svävflugor. Inga underarter finns listade i Catalogue of Life.